# جاگووالا
جاگووالا (به انگلیسی: Jaguwala) یک شهر در پاکستان است که در پنجاب واقع شده‌است.